# Bacchus et l'Amour ivres
Bacchus et l'Amour ivres est un tableau réalisé par le peintre français Jean-Léon Gérôme en 1850. Cette huile sur toile de format ovale est une peinture mythologique qui représente Bacchus et Cupidon en enfants nus déambulant saouls devant une ronde dans la campagne grecque. Commande de l'État à l'artiste, l'œuvre est présentée avec l'Intérieur grec au Salon de peinture et de sculpture de 1850, à Paris. Partie du Fonds national d'art contemporain jusqu'à ce que sa propriété soit transférée en 2012, elle est conservée depuis 1852 au musée des Beaux-Arts de Bordeaux, à Bordeaux.